# Miguel Díaz (abogado)
Miguel P. Díaz (San Miguel de Tucumán, 31 de enero de 1878-San Miguel de Tucumán, 1 de enero de 1959) fue un abogado argentino.

## Biografía
Estudió en el Colegio Nacional, donde se recibió de bachiller en 1897. En la facultad de Derecho de la Universidad de Buenos Aires, obtuvo si título de doctor en Jurisprudencia. Regresó a su ciudad natal y presidió el Partido Liberal y fue concejal, diputado y senador a la Legislatura, así como diputado nacional (1924-1928). El gobernador Ernesto Padilla lo designó ministro de Hacienda, Justicia e Instrucción Pública, lo que ligó su nombre a las importantes realizaciones de esa administración. En 1931, fue jefe de la Policía de Tucumán y luego ministro de Gobierno de la intervención federal de Santiago del Estero (1931-1932). Por breves lapsos, además, ejerció el gobierno de dicha provincia, como comisionado interino. 
Desde la hora inicial, estuvo vinculado a la Universidad Nacional de Tucumán. Integró su primer Consejo Superior en 1914. Le correspondió presidir a la comisión organizadora de la Facultad de Derecho y Ciencias Sociales. También fue catedrático de Derecho Internacional Público. Por otra parte, dejó una significativa bibliografía sobre temas jurídicos, en monografías y en libros como Derecho marítimo y fluvial (1900) y Derecho Penal Internacional (1911).
- Datos: Q5816357